# Прњаворски партизански одред
Прњаворски  народноослободилачки партизански (НОП) одред је био партизанска јединица у саставу Народноослободилачке војске и партизанских одреда Југославије током Другог светског рата у Босни и Херцеговини.

## Историјат
Формиран је 10. јун 1943. од Прњаворског батаљона Бањолучког НОПО, и био у саставу 11. дивизије. Дејствовао је на подручју између ријеке Јошавке, Врбаса, Саве и Укрине, захватајући, углавном, тадашњи срез Прњавор, а повремено и делове среза Дервента, Теслић и Бања Лука. Формирањем Тешањско-теслићког, Добојско-дервентског, Црновршког и Мотајичког НОПО у септембру и новембру 1943, територија Одреда је, углавном, сужена на подручје општине Прњавор. После ослобођења Прњавора 10. јула 1943, она је с прекидом од 4. до 20. јануара 1944, стално била слободна и представљала је језгро ослобођене територије у средњој Босни. У јулу 1943. у Одреду су формирана два батаљона. Прилив нових бораца био је нарочито масован у септембру, па се бројно стање попело на близу 1000 људи, организованих у 4 или 5 батаљона. После успеха у борбама са четницима, домобранима и усташама (за ослобођење Прњавора 9/10. јула, Српца 30. августа, нападима на Дервенту 23/24. августа, одбрани Прњавора 4. августа и 14. септембра, одбрани Лишње 12. септембра и др.) 16. октобра 1943. у селу Глоговцу је од његове главнине и једног батаљона Бањалучког НОПО формирана 14. средњобосанска бригада. Остатак Одреда реорганизован је у два нова батаљона. У зиму 1943/44. учествовао је у бањалучкој операцији од 31. децембра 1943. до 4. јануара 1944. и немачкој операцији Напфкуцхен 4—20. јануара 1944. кад је дошло до већих губитака и осипања бораца па је Одред наредбом 11. дивизије 13. јануара 1944. укључен као 5. батаљон у 5. крајишку бригаду. Прњаворски НОП одред обновљен је 18. фебруара 1944. од 60 бораца из 5. батаљона, док су остали попунили 4. батаљон бригаде. У марту и априлу Одред је, приливом нових бораца, формирао неколико чета и оспособио се за мање самосталне акције. Од бораца с његове територије 7. маја 1944, формиран је Пољски партизански батаљон који је укључен у 14. средњобосанску бригаду, као њен 5. батаљон. У другој половини јула Одред је укључен у новоформирану 18. средњобосанску бригаду као њен 1. батаљон, а истовремено је дао део бораца за формирање једног батаљона Бригаде народне одбране.